# Thérèse de Carthagène
« Teresa de Cartagena » redirige ici. Pour les autres significations, voir Teresa de Cartagena (homonymie).
Thérèse de Carthagène (Teresa de Cartagena en espagnol) (Burgos, vers 1425- ?) est une religieuse espagnole, considérée comme la première écrivaine, mystique et féministe espagnole.

## Biographie
Sa vie et sa famille sont mal connues. D'après Francisco Cantera Burgos (es), Thérèse appartient à la famille García de Santa María de Carthagène, une famille espagnole de conversos chrétiens d'origine juive. Ce fut son grand-père Paul de Burgos (né Salomon ha-Levi), rabbin et membre d'une des plus éminentes familles juives de Burgos, qui se convertit le premier au catholicisme avec ses enfants, vers 1390, peu avant les sanglantes persécutions antijuives espagnoles, au moment des premiers assauts contre les juderias. Il prit alors le nom de « Pablo de Santa Maria » et devint évêque de Carthagène puis archevêque de Burgos en 1415.
Thérèse est la fille de Pedro Santa Maria de Carthagène qui excellait dans le domaine militaire et la nièce de Alonso García de Carthagène (1384-1456), évêque de Carthagène puis de Burgos, les deux frères s'étant convertis avec leur père.
Elle déclare dans le prologue de son premier ouvrage avoir étudié à l'Université de Salamanque, comme le reste de sa famille. L'affirmation fait débat chez les chercheurs.

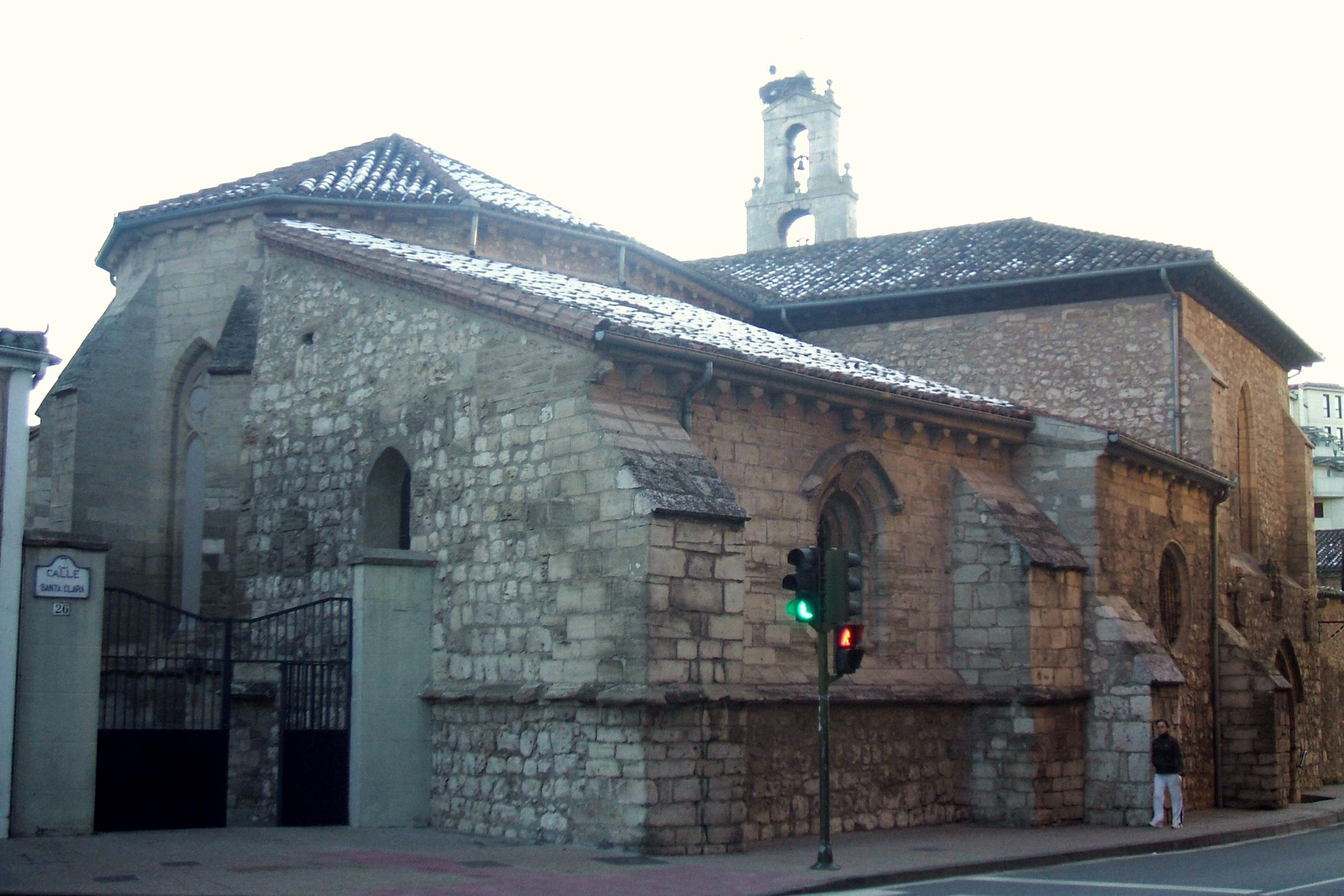
Couvent des Clarisses de Sainte-Claire de Burgos

Elle entre au couvent des Clarisses de Sainte-Claire de Burgos (es) vers 1440 et devient probablement par la suite cistercienne après avoir dû s'éloigner de l'hostilité des Franciscains à l'égard des convertis, auxquels elle était pourtant spirituellement liée. Parmi la documentation relative à Teresa de Cartagena, une demande de son oncle, Alfonso de Cartagena, adressée au pape Nicolas V,  le 3 avril 1449, a été trouvée., pour qu'elle puisse se rendre du monastère de Santa Clara de Burgos à un centre cistercien. Elle a pu finir par entrer au monastère de Santa María la Real de las Huelgas ou au couvent de nonnes augustines de Sainte-Dorothée de Burgos (es) car ce sont, dans les deux cas, des communautés liées à la famille Santa Maria de Carthagène. Pour l'historienne María Milagros Rivera Garretas (es), Teresa était peut-être chanoinesse augustine du monastère de San Ildefonso de la ville de Burgos, fondé par son oncle Alonso en 1456 avec des religieuses du couvent de la rue Santa Dorotea de la paroisse de Santa María la Blanca. Une autre pétition de l'évêque de Burgos est également conservée, demandant, cette fois-ci, qu'une fois que sa nièce ait atteint l'âge de vingt-cinq ans, elle puisse être élue prieure ou abbesse.
À la suite d'une maladie, Teresa devient sourde, entre 1453 et 1459. L'écrivaine fait savoir dans ses textes que sa surdité est la cause de son sentiment de solitude à la fois physique et mentale mais sa vocation religieuse semble être apparue plus tard.

### Œuvres
Son expérience de sa surdité la conduisent à écrire les deux œuvres que l'on connaît d'elle : Arboleda de los enfermos (Bosquet des malades) où elle s'adresse aux malades du corps mais puisqu'à sa diffusion, on conteste son authenticité, elle veut prouver que c'est bien une femme, religieuse et souffrante qui a écrit le précédent, et compose à la demande d'une parente dont elle s'occupait, (es) Juana de Mendoza, Admiraçión operum Dey (Admiration des œuvres de Dieu) où elle s'adresse cette fois aux malades de l'âme qui refusent de voir la puissance de Dieu agir à travers cette femme délicate et faible. Cette dernière œuvre est considérée comme le premier écrit féministe d'une femme espagnole, où elle défend la capacité intellectuelle des femmes de lire, d'écrire et de penser comme les hommes peuvent le faire mais en se référant toujours à l'omnipotence de Dieu comme source ; elle précise que les différences entre les hommes et les femmes répondent uniquement et essentiellement aux problèmes sociaux car devant le Créateur, ils ont les mêmes mérites et la même estime. L'ouvrage fait à nouveau scandale.
Par l'écriture et la rhétorique chrétiennes, Thérèse de Carthagène défend ses droits et ceux des autres femmes. Ainsi, la religieuse a participé à la querelle des femmes, débat initié par Christine de Pizan, qui s'est déroulé de la fin du XIVe siècle jusqu'à la Révolution française, et défendait l'entrée des femmes dans le monde universitaire, académique et intellectuel de l'époque.
Ces deux traités de réflexion religieuse écrits dans la seconde moitié du XVe siècle ont été copiés par Pedro Lopez del Trigo après 1481. Actuellement, ces textes sont contenus dans un codex et conservés à la bibliothèque du monastère royal de San Lorenzo de El Escorial.

### Fin de vie
On ignore à quelle date elle est morte. Toutefois, Teresa de Carthagène vivait encore en 1478 puisqu'elle est inscrite parmi les héritiers de son père dans la sentence qui répartissait les biens familiaux transmis par son neveu, Frère Iñigo de Mendoza.